# إيفور غريفيثز
إيفور غريفيثز (بالإنجليزية: Ivor Griffiths)‏ (19 يونيو 1918 في المملكة المتحدة - 1 أكتوبر 1993) هو لاعب كرة قدم بريطاني (وحمل سابقاً جنسية المملكة المتحدة لبريطانيا العظمى وأيرلندا) في مركز جناح ‏. لعب مع توتنهام هوتسبير ونادي تشستر سيتي ونادي أوزورتي تاون ‏.